# Acontia vittamargo
Acontia vittamargo är en fjärilsart som beskrevs av Dyar 1912. Acontia vittamargo ingår i släktet Acontia och familjen nattflyn. Inga underarter finns listade i Catalogue of Life.